# Черче (Ивано-Франковская область)

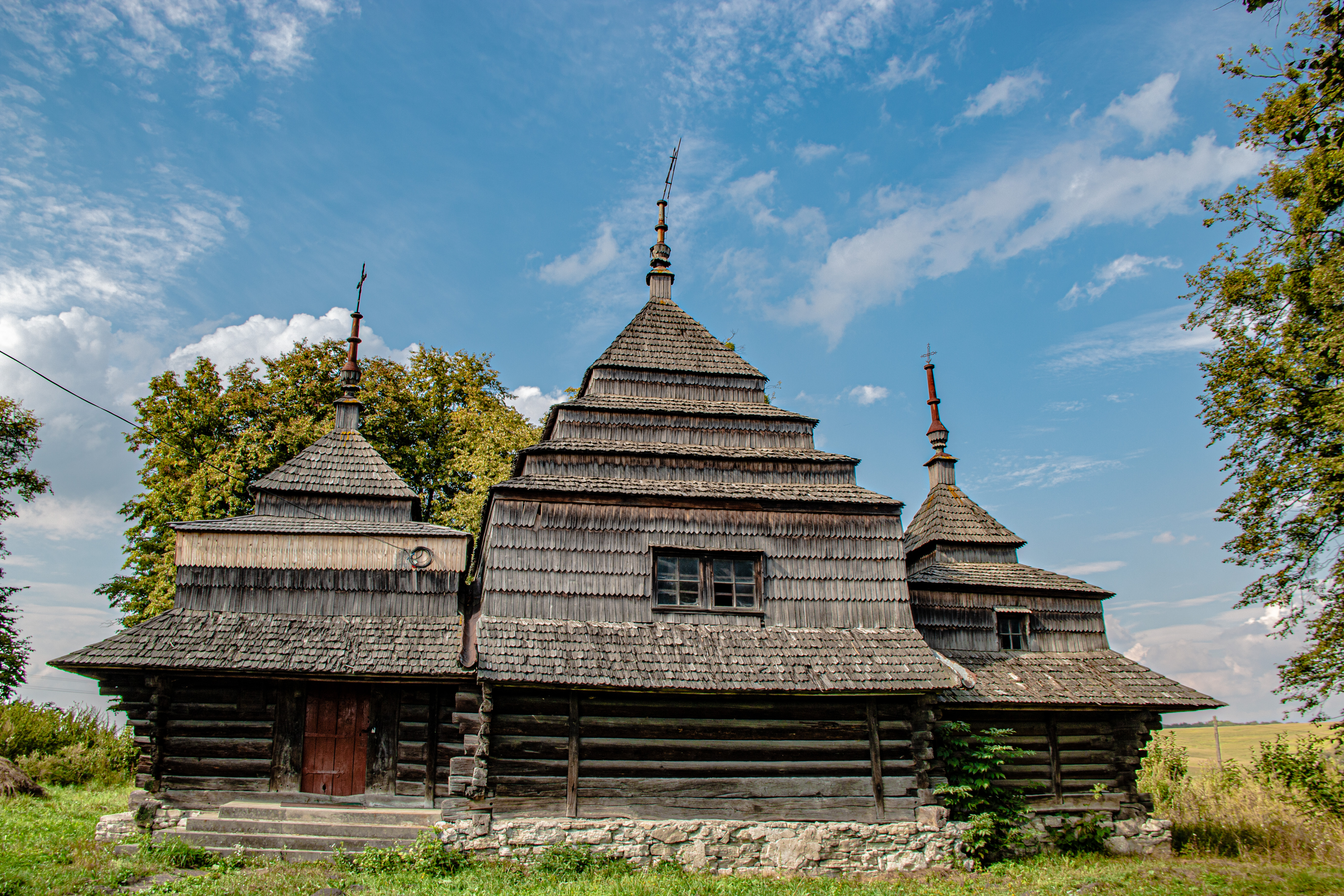
Церковь Святого Василия Великого в селе

Че́рче (укр. Черче) — село в Рогатинской городской общине Ивано-Франковского района Ивано-Франковской области Украины.
Население по переписи 2001 года составляло 1168 человек. Занимает площадь 18,33 км². Почтовый индекс — 77015. Телефонный код — 03435.